# Sthenias leucothorax
Sthenias leucothorax är en skalbaggsart som beskrevs av Stefan von Breuning 1938. Sthenias leucothorax ingår i släktet Sthenias och familjen långhorningar. Inga underarter finns listade i Catalogue of Life.